# Як говорити з дітьми про гроші
Як говорити з дітьми про гроші (англ. The Opposite of Spoiled: Raising Kids Who Are Grounded, Generous, and Smart About Money)  – книга відомого спеціаліста з особистих фінансів, журналіста «The New York Times» Рона Лібера. Вийшла 23 лютого 2016 року в американському видавництві «Harper Paperbacks». Українською мовою книга перекладена та опублікована 2019 року видавництвом «Наш формат» (перекладачі – Антоніна Ящук, Казимир Мужановський).

## Огляд книги
«Надихаюча, глибока книга ... У ній є десятки порад, які допоможуть перетворити розмови про гроші у важливі життєві уроки», - Деніел Пінк, автор книги «Драйв. Що насправді нас мотивує»
Далеко не кожен дорослий може зрозуміло та грамотно відповісти своїй дитині, звідки беруться гроші та як їх примножити. Такі питання, як «Багато грошей – це стільки?» або ж «Чому в нас старий автомобіль, а в сусідів – новий джип. Це тому, що вони багатші за нас?», буквально заводять в ступор! Бо одна справа – говорити про гроші десь на робочій нараді, колегам чи партнерам по бізнесу, а зовсім інша – роз’яснити фінансові питання сучасній дитині. А це дуже важливо для розвитку підростаючого покоління. Саме тому автор і написав цю книгу.

## Основний зміст
Рон Лібер пише, як відкрито розмовляти з дітьми про гроші, щоб виховати з них фінансово грамотних людей, які зможуть приймати виважені рішення з різних питань - від заощаджень та благодійності до покупки одягу, телефону чи автомобіля.
Фахівець з особистих фінансів (і батько за сумісництвом) впевнений: хороше виховання передбачає розмови із власним чадом про гроші. У дітей є багато питань і якщо уникати розмов на цю тему, у них не сформуються базові моделі поведінки, які будуть дуже корисними в підлітковому віці та сімейному житті.
У книзі розглянуто основи фінансової грамотності та подано відповіді на такі питання:
Що робити, коли у інших дітей речі краще, ніж у твоїх, і навпаки?
Чому ви не можете собі дозволити якусь річ?
Як бути з кишеньковими витратами, мобільними телефонами, машинами, одягом, підробітком?
Як відкладати, збирати гроші?
Які подарунки дарувати?
Книга заснована на власному досвіді автора та історіях реальних сімей з різними рівнями доходів.

## Відгуки
«Всі ми прагнемо виховати дітей з хорошими цінностями, але часто не дбаємо про їх фінансову освіту. Не говоримо з ними про гроші. Ця цікава, водночас важлива книга закладає нові основи розуміння грошей... Це необхідно читати батькам». - Гретхен Крафт Рубін, американська письменниця, блогер та доповідач.
«Книга Лібера дуже прагматична, невпинно анекдотична - і тому я її полюбила. Вона здатна розпочати важливі бесіди [про гроші]в багатьох домівках». - Клер Дедерер, книжковий оглядач «The New York Times»
««Як говорити з дітьми про гроші» - це практичні поради щодо введення розмов на тему грошей у сімейне життя… Стиль Лібера відвертий, з почуттям гумору… . Дуже вже рідко можна знайти книгу про фінанси, написану так чисто та від серця». -  Брук Леффертс, американський продюсер та редактор

## Переклад українською
- Рон Лібер. Як говорити з дітьми про гроші / пер. Антоніна Ящук, Казимир Мужановський. — К.: Наш Формат, 2019. — ISBN 978-617-7682-64-5.